# بنییوبا
بِنییوبا (به اسپانیایی: Benilloba) دهستانی در استان آلیکانتهٔ اسپانیا است.
در این دهستان ۸۳۹ نفر زندگی می‌کنند. مساحت این دهستان ۹٫۵۸ کیلومتر مربع است.